# Lauge Sandgrav
Lauge Sandgrav, né le 16 septembre 2004 à Virum au Danemark, est un footballeur danois. Il évolue au poste de milieu central au Lyngby BK.

## Biographie

### En club
Né à Virum au Danemark, Lauge Sandgrav est formé par le Lyngby BK. Le 16 décembre 2020, il fait ses débuts en professionnel, lors d'une rencontre de coupe du Danemark contre le SønderjyskE. Il entre en jeu à la place de Rasmus Thellufsen et son équipe est battue par deux buts à un après prolongations.
Il fait sa première apparition en Superligaen, la première division danoise, le 20 mai 2021, contre l'Odense BK. Il entre en jeu et équipe est battue par deux buts à un. Cette apparition, à 16 ans 8 mois et 4 jours, le fait entrer dans l'histoire du club puisqu'il devient le plus jeune joueur du Lyngby BK à faire ses débuts en première division danoise.
Le 8 novembre 2024 il prolonge son contrat avec le Lynby BK jusqu'en juin 2028.

### En sélection
Lauge Sandgrav commence sa carrière en sélection avec l'équipe du Danemark des moins de 16 ans. Il joue au total sept matchs entre 2019 et 2020, et marque un but.
Avec les moins de 17 ans il ne joue qu'un match, le 9 octobre 2020 contre l'Allemagne. Il entre en jeu à la place de Filip Bundgaard et les deux équipes se neutralisent (2-2 score final).